# Catastrophe écologique de juillet 2007 en Ukraine
Le lundi 16 juillet 2007, dans la région de Lviv, en Ukraine, quinze wagons transportant du phosphore blanc ont déraillé. Six d'entre eux ont pris feu, formant un nuage blanc d'une superficie de près de 90 km2, dans laquelle se trouvaient quatorze villages totalisant 11 000 habitants. Plus de 800 d'entre eux ont été évacués à leur demande. Des milliers d'habitants ont été invités à porter des masques et à éviter de sortir de chez eux.
Le vice-premier ministre, Alexandre Kouzmouk, a comparé cet accident à la catastrophe nucléaire de Tchernobyl de 1986.
Selon les autorités ukrainiennes, 152 personnes au total ont été hospitalisées.